# لونل (بازیگر)
لونل کمپبل (زاده ۱۲ مارس ۱۹۵۹) که در دنیای هنر با نام لونل شناخته میشود، یک کمدین و بازیگر آمریکایی است.
از فیلم‌ها یا برنامه‌های تلویزیونی که وی در آن نقش داشته است می‌توان به بورات: یادگیری‌های فرهنگی آمریکا برای انجام منفعت ملت پرشکوه قزاقستان، صخره، هتل ترانسیلوانیا، ربوده شده ۲،اون پسر منه اشاره کرد.

## زندگی و فعالیت حرفه‌ای
او در ایالت آرکانزاس زاده شد و برای فعالیت خود تنها نام اول خود را برگزید. او کوچکترین فرزند یک خانواده هشت نفره بود. او در کالیفرنیای شمالی بزرگ شد و به دبیرستان کاسترو ولی رفت. لونل یک دختر دارد و در لوس آنجلس زندگی می‌کند.
در اوایل دهه ۱۹۹۰ لونل به طور منظم در Soul Beat TV ظاهر شد که یک برنامه Talk Show و مصاحبه با مهمانان بود.
در سال ۲۰۱۲ لونل در سه فیلم بلند مانند یک مرد فکر کن، فیلم پویا نمایی سه بعدی هتل ترانسیلوانیا با آدام سندلر و ربوده شده ۲، با لیام نیسون و همچنین در کمدی آن پسر من است با آدام سندلر و لیتون میستر ظاهر شد.
حضور اخیر لونل در تلویزیون در قسمت‌هایی از the Middle و فیلادلفیا همیشه آفتابی است به علاوه اجراهای استندآپ است.